# Уліторніо
Уліторніо (фін. Ylitornio швед. Övertorneå) — громада у Фінляндії, в провінції Лапландія. Розташована на кордоні зі Швецією, на березі річки Турнеельвен. Площа — 2213 км². 

## Географія
Навпроти Уліторніо, на іншому березі річки Турнеельвен знаходиться шведська комуна Евертурнео лена Норрботтен.  
Рельєф громади головним чином горбистий. За 7 км від центру громади, на кордоні зі Швецією, розташована гранітна скеля Аавасакса (242м), яка є одним з пунктів геодезичної дуги Струве, внесеної до списку об'єктів усесвітньої спадщини ЮНЕСКО. Через західну частину громади проходить шосе № 21, що з'єднує Торніо з крайнім північним заходом країни. Внутрішні води складають 8,3% від загальної площі Уліторніо, що менше середнього по країні показника 12%. 

## Населення
Населення за даними на 2012 рік становить 4641 осіб; за даними на 2000 рік воно становило 5535 осіб. Щільність населення — 2,29 чол / км². Офіційна мова — фінська, рідний для 99,3% населення; шведською розмовляють 0,3% населення; саамські мови рідні для 0,1%; на інші мови — 0,3%. Особи віком до 15 років складають 13% населення громади; особи віком старше 65 років — 27%. 
| 1970 | 1975 | 1980 | 1985 | 1990 | 1995 | 1998 | 2000 | 2002 | 2004 | 2006 | 2008 | 2010 | 2011 |
| ---- | ---- | ---- | ---- | ---- | ---- | ---- | ---- | ---- | ---- | ---- | ---- | ---- | ---- |
| 8240 | 7370 | 6792 | 6648 | 6258 | 6029 | 5752 | 5535 | 5330 | 5275 | 5095 | 4847 | 4740 | 4667 |

## Економіка
Економіка громади заснована на туризмі і лісовому господарстві. Промисловість нерозвинена. Серйозною проблемою є висока частка безробітних. 

## Відомі особистості
У місті був створений музичний колектив "CatCat". Також, тут народився фінський лижник, призер чемпіонату світу Самі Яухоярві і письменниця Роса Ліксо. 

## Галерея

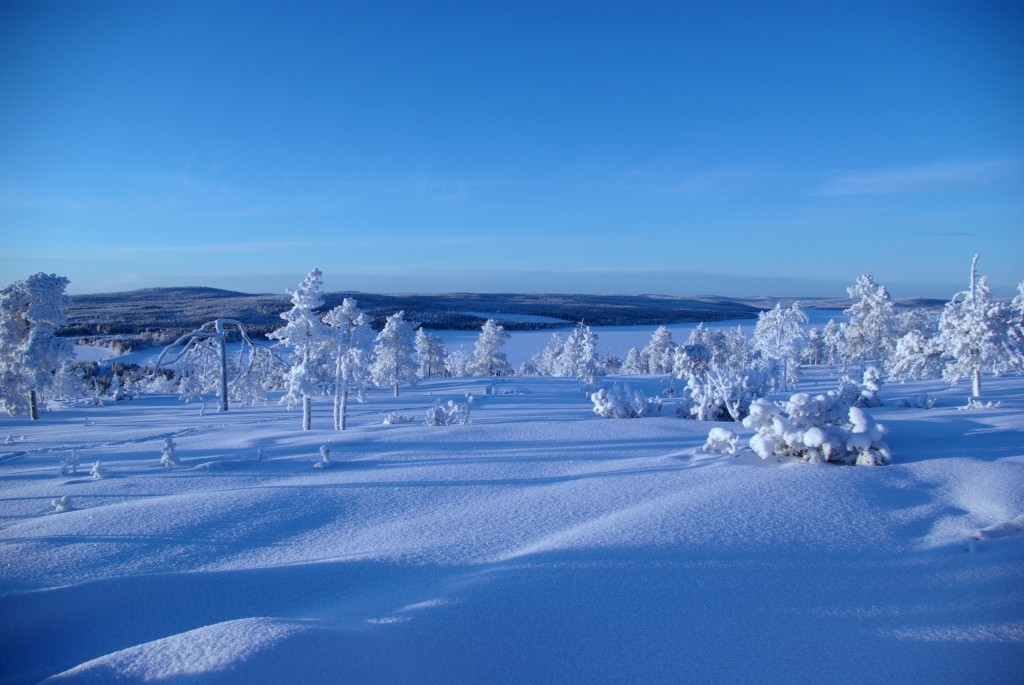
Вид на озеро Ісо-Віетонен
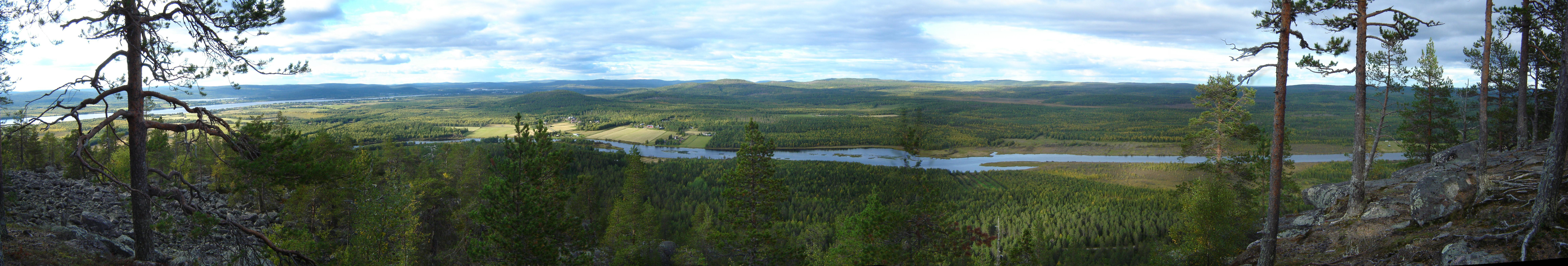
Річка Тенгельуонйокі, вид з гори Аавасакса
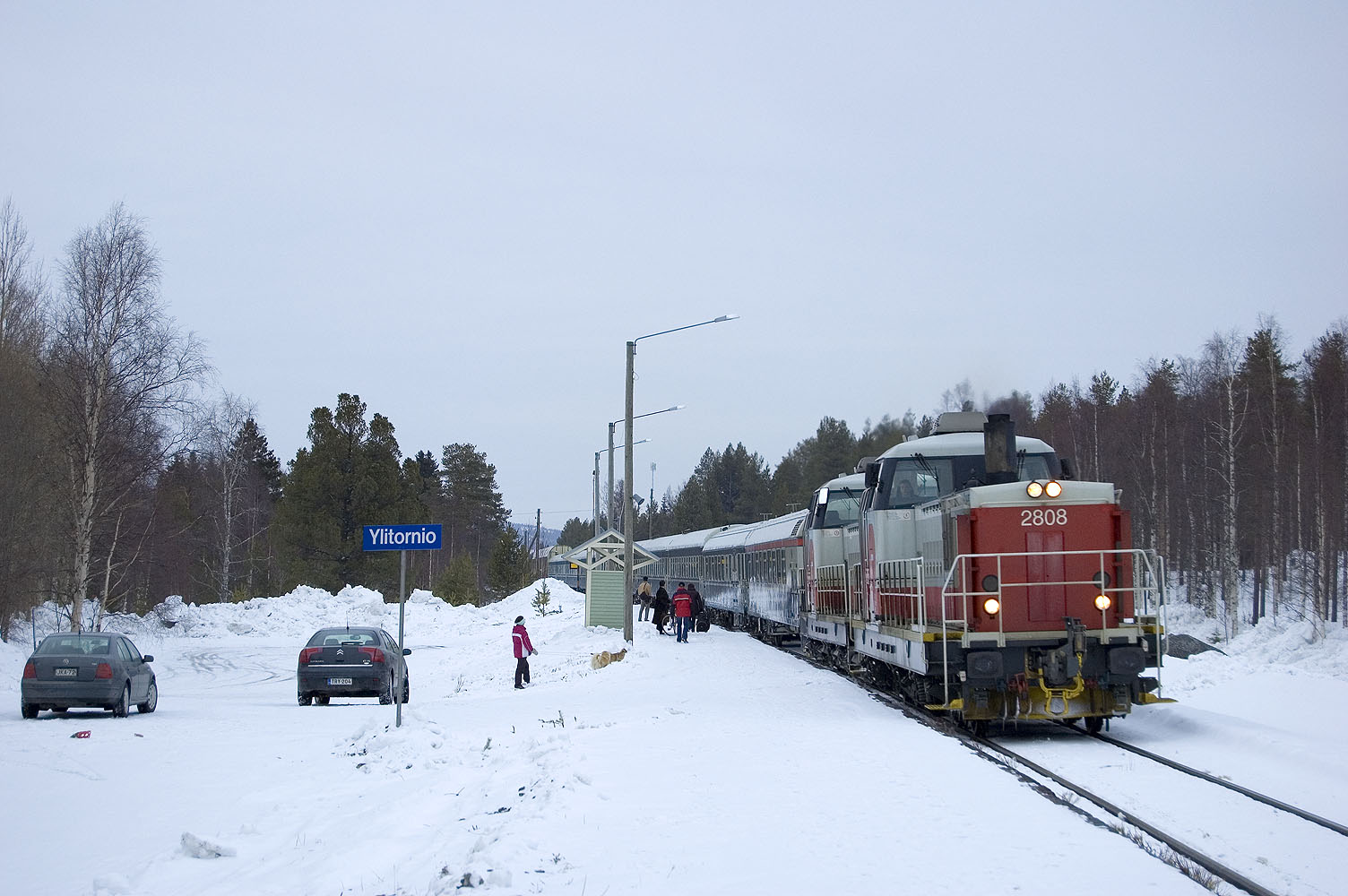
Поїзд на станції Уліторніо
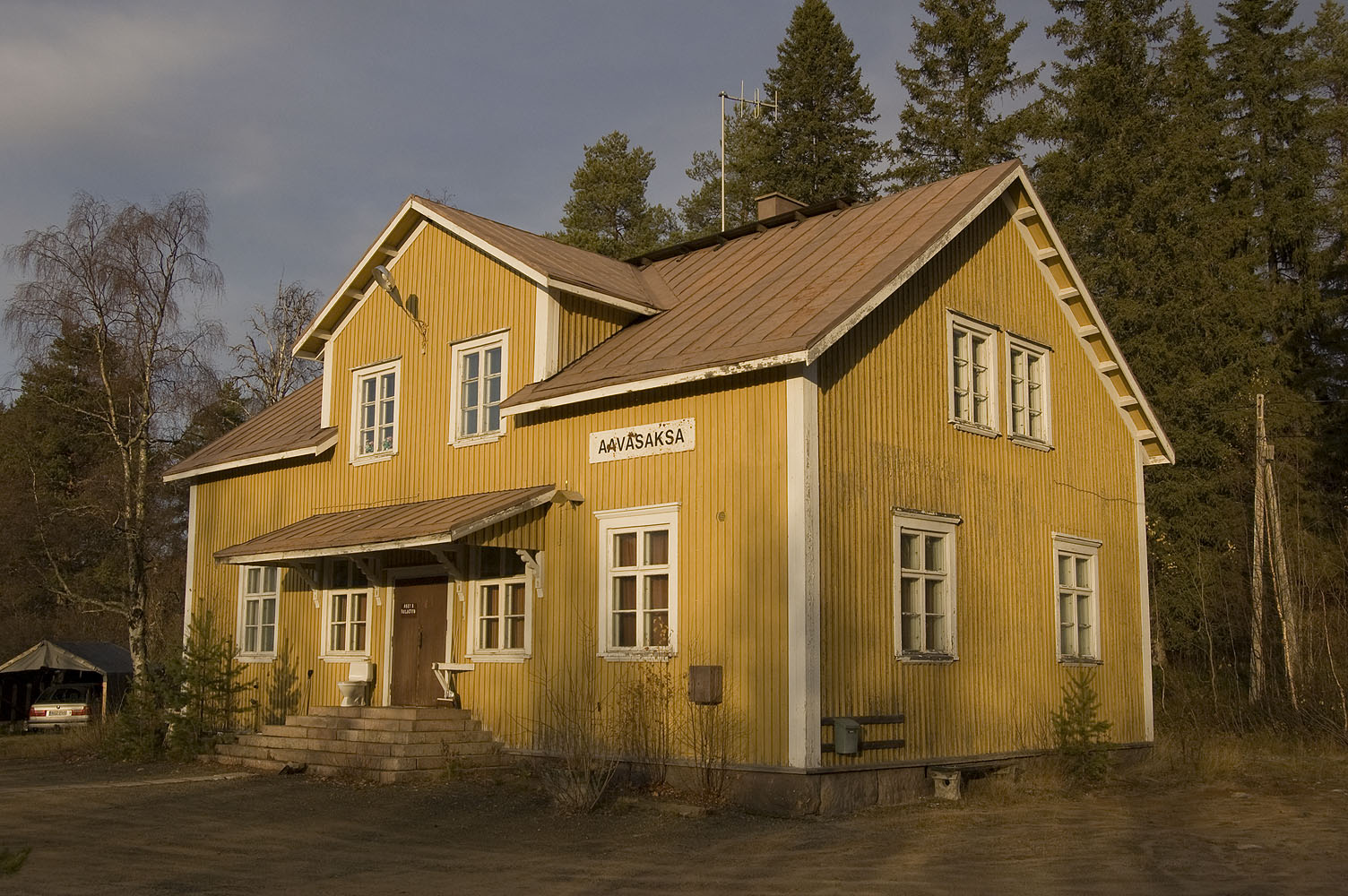
Залізнична станція Аавасакса